# Van Eck phreaking
 (avril 2023).
Le Van Eck phreaking, également connu sous le nom de rayonnement de Van Eck, est une forme d'espionnage numérique dans laquelle un équipement spécialisé est utilisé pour capter les émissions électromagnétiques à bande latérale d'appareils électroniques qui correspondent à des signaux ou des données cachées. Les émissions de rayonnement électromagnétique à bande latérale peuvent être capturées avec le matériel adéquat à partir de claviers, d'écrans d'ordinateurs, d'imprimantes et d'autres appareils électroniques.

## Histoire
En 1985, Wim van Eck publie la première analyse technique non classifiée sur les risques de sécurité concernant les émanations d'écrans d'ordinateur,. Cet article a provoqué une consternation dans la communauté de la sécurité, qui avait auparavant cru qu'une telle surveillance était une attaque hautement sophistiquée réalisable uniquement par les gouvernements ; van Eck réussi à espionner un système réel  à une distance d'une centaines de mètres, en utilisant seulement 15 $ (~ 14 euros)  d'équipement et l'aide d'un téléviseur. 
En héritage de ces recherches, de telles émanations sont parfois nommées « rayonnements de van Eck », et la technique d'écoute clandestine « Van Eck phreaking ». Cependant, les chercheurs gouvernementaux étaient déjà conscients du danger : Bell Labs avait remarqué cette vulnérabilité des communications sécurisées par téléimprimeur pendant la Seconde Guerre mondiale et était ainsi capable d'obtenir 75 % du texte en clair traité dans une installation sécurisée à une distance de 24 mètres. De plus, la NSA a publié Tempest Fundamentals, NSA-82-89, NACSIM 5000, National Security Agency (Classified) le 1er février 1982.
En outre, en 1950, la technique van Eck a été démontrée avec succès au personnel non-TEMPEST de Corée pendant la guerre de Corée. Bien que le phreaking fasse communément référence au processus d'exploitation des réseaux téléphoniques, il est ici utilisé en raison de son lien avec l'espionnage. Le Van Eck phreaking d'écrans CRT est le processus d'écoute clandestine du contenu d'un CRT en détectant ses émissions électromagnétiques.